# Wilfried Seyferth
Wilfried Hermann August Seyferth (* 21. April 1908 in Darmstadt; † 9. Oktober 1954 bei Zeilsheim) war ein deutscher Schauspieler.

## Leben
Wilfried Seyferth wurde als Sohn des Arztes Eugen Seyferth (1877–1952) und dessen Ehefrau Carola (1886–1971) im Steinbergviertel in Darmstadt geboren. Er besuchte das Ludwig-Georgs-Gymnasium seiner Heimatstadt. Er studierte drei Semester Medizin und erhielt anschließend eine künstlerische Ausbildung an der Schauspielschule des Deutschen Theaters in Berlin. Dort debütierte er 1929 und ging anschließend an das Schauspielhaus Frankfurt.
1936 kehrte er nach Berlin zurück und spielte erneut am Deutschen Theater unter der Leitung von Heinz Hilpert. Darüber hinaus gastierte er am Theater in der Josefstadt in Wien. Mehrfach stand der kompakte Schauspieler seit 1933 auch vor der Filmkamera.
1946 ging er für drei Jahre an das Schauspielhaus Zürich, danach folgte ein Engagement an den Münchner Kammerspielen. Gastauftritte führten ihn zu den Salzburger Festspielen, zu den Heidelberger Schlossfestspielen und zu den Ruhrfestspielen. Seyferth agierte vor allem in Klassikern von Shakespeare, Lessing, Tschechow, Gogol und Shaw.
In den 1950er Jahren übernahm er beim Film mehrfach die Rolle von Bösewichten. In den beiden US-amerikanischen Produktionen Entscheidung vor Morgengrauen und Des Teufels Erbe verkörperte er Nazis, in dem deutschen Soldatenfilm 08/15 die positiv besetzte Rolle des Majors Luschke.
Seyferth starb an den Folgen eines Autounfalls. Er war mit den Schauspielerinnen Tatjana Iwanow, Irene Naef, Lu Säuberlich und Eva-Ingeborg Scholz verheiratet. Sein Sohn aus der Ehe mit Tatjana Iwanow, Andreas Seyferth, ergriff ebenfalls den Schauspielerberuf.
Wilfried Seyferth wurde auf dem alten Friedhof in Darmstadt bestattet.

## Filmografie
- 1933: Schleppzug M 17
- 1934: Besuch im Karzer
- 1936: Unter heißem Himmel
- 1938: Skandal um den Hahn
- 1938: Einmal werd’ ich Dir gefallen
- 1938: Am seidenen Faden
- 1938: Der Tag nach der Scheidung
- 1939: Salonwagen E 417
- 1940: Der Kleinstadtpoet
- 1940: Stern von Rio
- 1941: Die schwedische Nachtigall
- 1941: Der Selbstmörder – Ins Grab kann man nichts mitnehmen
- 1942: Schicksal
- 1942: Rembrandt
- 1942: Meine Frau Teresa
- 1942: Meine Freundin Josefine
- 1943: Immensee
- 1943: Das Bad auf der Tenne
- 1943: Die Wirtin zum Weißen Rößl
- 1943/47: Spuk im Schloß
- 1944/54: Ein toller Tag
- 1945: Der Fall Molander
- 1945: Leuchtende Schatten
- 1950: Wenn eine Frau liebt
- 1950: Alles für die Firma
- 1950: Dieser Mann gehört mir
- 1951: Entscheidung vor Morgengrauen (Decision Before Dawn)
- 1951: Das seltsame Leben des Herrn Bruggs
- 1952: Heimweh nach Dir
- 1952: Des Teufels Erbe (The Devil Makes Three)
- 1952: Toxi
- 1952: Der fröhliche Weinberg
- 1953: Liebeskrieg nach Noten
- 1953: Hollandmädel
- 1953: Maske in Blau
- 1953: Bezauberndes Fräulein
- 1953: Das tanzende Herz
- 1953: Südliche Nächte
- 1954: Rosen aus dem Süden
- 1954: Der Mann meines Lebens
- 1954: Männer im gefährlichen Alter
- 1954: Hoheit lassen bitten
- 1954: 08/15
- 1954: Ein Haus voll Liebe
- 1954: Die goldene Pest
- 1955: Die Stadt ist voller Geheimnisse

## Hörspiele
- 1952: Nikolai Gogol: Der Revisor (Iwan A. Chlestakow) – Regie: Walter Ohm (Hörspiel – BR)